# 长乐抗日游击总队
长乐抗日游击总队，又称长乐县游击总队，是中国抗日战争时期中国共产党领导的一支游击队，活动于福建长乐一带，存在于1941年5月—9月。下设3个大队，共1000余人，总队长为中共地下党员刘润世。1941年9月，日军撤出闽中地区后，长乐抗日游击总队解散，少数人员被编入长乐县保安队和罗都乡警卫队（1942年春，改称江田区警卫队）。